# Культурна столиця України
Культу́рна столи́ця Украї́ни — почесний річний статус, який може бути присвоєний територіальній громаді зі спроможністю реалізувати річну програму культурно-мистецьких проєктів (портфель ініціатив).  [Архівовано 13 травня 2020 у Wayback Machine.]
28 квітня 2009 року місту Львову Державною службою туризму і курортів України та Громадською радою з питань туризму і курортів Міністерства культури і туризму України було надане почесне звання Культурної столиці України.
Спочатку було оголошено, що звання «Культурна столиця України» буде присуджуватися щороку певному місту України за аналогом зі званням «Культурна столиця Європи». Також повідомлялося, що власник статусу не може отримати його ще раз протягом перших трьох років з часу нагородження. Однак після того, як у 2009 році статус було надано Львову, звання більше не надавалося, тобто його присудження не стало щорічним. Таким чином, Львів залишається єдиним містом, яке володіє цим статусом.
Загалом, термін «Культурна столиця України» є надто суперечливим та неоднозначним. В силу історичних обставин і активного культурного життя називатися культурною столицею мають амбіції Київ, Львів, Одеса, Харків та інші міста.
У 2019 році Українським культурним фондом запущено пілотну версію програми «Культурні столиці України», яка у свою чергу націлена на сприяння місцевому розвитку шляхом запровадження конкурсів на почесний річний статус «Велика культурна столиця» і «Мала культурна столиця». Переможцями першого конкурсу за статус "Культурної столиці України" стали Маріуполь - Велика культурна столиця 2021 та Славутич - Мала культурна столиця 2021. [Архівовано 23 січня 2022 у Wayback Machine.]